# Герб Мокроусовского района
Герб Мокроусовского района Курганской области Российской Федерации — опознавательно-правовой знак, составленный и употребляемый в соответствии с геральдическими (гербоведческими) правилами и являющийся официальным символом Мокроусовского района, как муниципального образования на территории Курганской области, единства его территории, населения, исторической преемственности, достоинства, административного значения, а также органов местного самоуправления района. .
Герб утверждён решением Мокроусовской районной Думы Курганской области 30 января 2009 года № 2.

## Описание
«В червленом поле положенные в левую перевязь лавровая ветвь и ниже неё две головки пшеничных колосьев одна над другой; все сопровождено справа вверху острогом (в виде рубленой двухъярусной башни со шпилем с отходящим в обе стороны от неё частоколом), слева внизу рыбой карасем. Все фигуры золотые».
Герб может воспроизводиться как в цветном, в чёрно-белом и другом однотонном, а также графическом и рельефном изображении. Все версии герба равноправны и имеют одинаковый статус.

## Символика
Два пшеничных колоса обозначают двукратное создание Мокроусовского района (1924 год, 1965 год). 
- лавровая ветвь обозначает память о семнадцати воинских захоронениях времён гражданской войны (на территории района в годы гражданской войны проходили ожесточённые бои Красной армии с армией адмирала Колчака).
- острог (в виде рубленой двухъярусной башни со шпилем с отходящим в обе стороны от неё частоколом) символизирует первое русское поселение на территории района, Мало-Кызацкий форпост.
- изображение рыбы, местного карася символизирует об озёрном, рыбном крае[2].

Оригинал герба Мокроусовского района в цветном и чёрно-белом исполнении, его описание находятся на хранении в постоянной экспозиции районного музея и доступны для ознакомления всем заинтересованным лицам. Герб района неприкосновенен: надругательство над ним влечёт ответственность в соответствии с действующим законодательством.
Использование герба Мокроусовского района в целях предвыборной агитации не допускается. Запрещается использование герба района при посягательствах на права человека, его честь и достоинство, а также оскорбляющих национальные и религиозные чувства граждан. Запрещается использование герба в рекламно-коммерческих целях и в рекламных объявлениях.